# M/S Uddeholm (1934)
För andra fartyg med detta namn, se M/S Uddeholm.
M/S Uddeholm var ett motordrivet lastfartyg tillhörande Svenska Amerika Mexiko Linien (SAML) byggt på Eriksbergs Mekaniska Verkstad i Göteborg. Fartyget sjösattes och levererades i oktober 1934.
Den 6 juli 1942 var M/S Uddeholm på en resa mellan Santos och Göteborg när båten minsprängdes i Skagerrak. Hela besättningen räddades men fartyget gick till botten cirka 30 sjömil sydväst om Kristiansand.